# Hans Dieter Scheerer
Hans Dieter Scheerer (* 20. Januar 1958 in Crailsheim) ist ein deutscher Politiker (FDP/DVP). Er ist seit 2021 Abgeordneter im Landtag von Baden-Württemberg.

## Leben
Scheerer wuchs in Herrenberg-Kuppingen auf und besuchte zunächst die Schule in Herrenberg. Nach einem einjährigen Aufenthalt als Austauschschüler in den USA, dem Abitur in Böblingen und dem Grundwehrdienst studierte er an der Universität Tübingen Rechtswissenschaften.
Beruflich war er zunächst insbesondere im Immobilienbereich für große Lebensmitteleinzelhändler tätig, bevor er sich als Rechtsanwalt niederließ. Er ist Lehrbeauftragter an der Dualen Hochschule Baden-Württemberg.

## Politik
Scheerer gehört der FDP seit 1979 an. Er ist seit 2014 Kreisvorsitzender seiner Partei im Landkreis Böblingen, seit 2019 Mitglied im Gemeinderat von Weil der Stadt und in der Regionalversammlung der Region Stuttgart.
Bei der Landtagswahl in Baden-Württemberg 2021 erhielt er ein Zweitmandat im Landtagswahlkreis Leonberg.